# Guelaguechi
Guelaguechi är en ort i Mexiko.   Den ligger i kommunen Santo Domingo Tehuantepec och delstaten Oaxaca, i den sydöstra delen av landet, 500 km sydost om huvudstaden Mexico City. Guelaguechi ligger 14 meter över havet och antalet invånare är 515.
Terrängen runt Guelaguechi är platt österut, men åt nordväst är den kuperad. Havet är nära Guelaguechi åt sydost.  Närmaste större samhälle är Salina Cruz, 12,3 km nordost om Guelaguechi. 